# Iguatemi (distrito de São Paulo)
Iguatemi é um distrito da zona leste da cidade brasileira de São Paulo. Fica a aproximadamente 13 quilômetros do centro do município de Santo André e 23 quilômetros do centro da capital. Faz divisa com os distritos de São Rafael, São Mateus, Parque do Carmo, José Bonifácio, Cidade Tiradentes e o município de Mauá. Criado em 1992 pela prefeitura de São Paulo, através da Lei Municipal nº 11220, possui uma população estimada em 149.700 habitantes.
As avenidas Ragueb Chohfi e Jacu Pêssego são as principais vias de acesso ao distrito.

## História
Apesar de sua ocupação ter sido iniciada timidamente na década de 1950 através de pequenas propriedades rurais, foi somente a partir da década de 1970 que a região do Iguatemi passou a ser ocupada com maior intensidade.
A área onde se situa o distrito, até o fim da década de 1960, era formada por sítios e chácaras e era conhecida como Guabirobeira e Iguatemi. Os primeiros loteamentos foram Vila Eugênia, Jardim São Gonçalo, Jardim Roseli, Jardim São Benedito e Jardim Marilú (abertos em 1965) seguidos por outros na década de 1970.
A população do bairro é estimada em aproximadamente 115 mil habitantes e é predominantemente mestiça. É um bairro formado por moradores originários do região nordeste do Brasil, da Espanha, de Japão, em sua maioria operários das indústrias da região da Mooca, Ipiranga e ABC. Há também alguns descendentes de japoneses e libaneses que se destacam no comércio.
Vem crescendo muito no comércio, e já conta com quatro agências bancárias, instaladas em sua principal avenida, a Ragueb Chohfi, sem contar suas variedades de lojas, cursos, escolas, academias, entre muitos outros.
A região também possui um acesso ao Rodoanel, por meio do Complexo Viário Jacu Pêssego, fornecendo acesso aos municípios de Ribeirão Pires, Mauá, Ferraz de Vasconcelos, Poá, Itaquaquecetuba e Arujá, servindo também como ligação entre as rodovias que servem à Baixada Santista com a Ayrton Senna e Via Dutra, desafogando o tráfego das Avenidas Juntas Provisórias, Anhaia Melo e Salim Farah Maluf, que cortam os distritos do Ipiranga, Vila Prudente e Tatuapé em São Paulo.
Em 2022, Iguatemi foi apontado como o distrito paulistano onde as pessoas morrem mais cedo, com uma média de 59,3 anos, seguido pela vizinha Cidade Tiradentes, com média de 59,4 anos, cerca de 20 anos menos que os moradores do Jardim Paulista, onde se tem a maior idade média de vida na capital.

## Mobilidade
No final da década de 2000 a Companhia do Metropolitano de São Paulo projetou três estações da Linha 15-Prata para atender ao distrito de Iguatemi: Jequiriçá (atual Boa Esperança), Jacu Pêssego e Érico Semer (posteriormente renomeada como Jardim Marilu). As áreas necessárias para a construção das estações foram desapropriadas em 2013. As obras das estações foram iniciadas em 2014 e paralisadas, sem previsão de conclusão. Em 2019 foi divulgado que a CMSP pretende retomar as obras do trecho entre São Mateus e Jacu Pêssego.

## Demografia
Segundo o Censo do IBGE de 2022, Iguatemi conta com 149.700 moradores. Ainda de acordo com uma projeção da Prefeitura de São Paulo de 2016, o distrito pode alcançar a marca de 210.000 moradores em 2040.
Evolução demográfica do distrito de Iguatemi

## Distritos e municípios limítrofes
- São Rafael e São Mateus (Oeste)
- Parque do Carmo e José Bonifácio (Norte)
- Cidade Tiradentes (Leste)
- Mauá (Sul)